# La duchessa de Langeais
La duchessa de Langeais è un romanzo di Honoré de Balzac pubblicato inizialmente nel maggio del 1834 col titolo "Ne touchez pas la hache" nella rivista "L'Écho de la Jeune France"; una seconda edizione fu data alle stampe nel 1839 col titolo attuale. Infine nel 1843 esce come seconda parte della Storia dei tredici.

## Trama
Il generale Montriveau ama la duchessa Antoinette de Langeais, una donna decisamente civettuola che cerca di sedurlo, dominarlo senza concedere nulla. Il generale cerca più volte di possedere la donna, sempre con esito negativo. Ronquerolles, amico del generale, gli consiglia di essere meno indulgente e più spietato con la donna per ottenere il suo amore. Quindi una sera, con l'aiuto di tre uomini incappucciati, il generale fa rapire la duchessa, minacciandola di marchiarla in fronte. L'atteggiamento della duchessa cambia, ha capito di amare il generale, che però oppone solo rifiuti alla donna che lo cerca insistentemente. La duchessa, dopo una serie di infruttuosi tentativi, decide di abbandonare Parigi e si rifugia a Cadice, nel convento delle carmelitane scalze. Aiutato dai suoi potenti amici detto il gruppo dei tredici, una sorta di massoneria dagli interessi occulti, il generale prosegue nella ricerca dell'amata scomparsa fino a che non la ritrova all'interno del monastero spagnolo ove s'era rifugiata sotto il nome di Suor Teresa.
Lei dopo molte insistenze accetta di riceverlo e all'ultimo momento ammette la propria colpa, d'averlo cioè amato ma di aver tenuto la cosa nascosta a tutti fino ad allora. Il generale, con l'aiuto dei tredici, organizza il rapimento della suora, introducendosi di nascosto nel monastero. Ma quando arrivano nella cella della duchessa, la trovano morta. Portano comunque via la salma e durante il viaggio decidono di gettarla in mare.
Lo spirito dei tredici permea l'intera vicenda, in particolare nella scena in cui si vede esplodere la violenza di Montriveu, consigliato da Ronquerolles, che minaccia la duchessa di marchiarla in fronte con una croce di Lorena rovente.

## Incipit
"In una città spagnola situata in un'isola del Mediterraneo c'è un convento di carmelitane scalze nel quale la regola dell'ordine fondato da santa Teresa è ancor oggi osservata con tutto il primitivo rigore della riforma concepita da quella donna illustre. Questo fatto, nonostante possa sembrare inverosimile, è la pura verità. I monasteri dell'intera penisola e del continente furono quasi tutti distrutti o devastati dalla rivoluzione francese e dalle guerre napoleoniche, ma quest'isola, il suo ricco convento e i suoi pacifici abitanti, sotto la costante protezione della marina inglese, non conobbero disordini né saccheggi: tutte le tempeste che agitarono i primi quindici anni del XIX secolo si infransero quindi sulla roccia poco distante dalle coste andaluse."

## Finale
"«Eccoti rinsavito. Nutri solo delle passioni, d'ora in avanti; ma l'amore bisogna saperlo dare a chi lo merita, e soltanto l'ultimo amore di una donna può soddisfare il primo amore di un uomo.» "

## Genesi e temi affrontati
Dedicato a Franz Liszt, il racconto ritrae la rappresentante di una delle nobili famiglie del Faubourg Saint-Germain, le quali derivano interamente la propria ricchezza dai loro possedimenti terrieri e che vivono immerse nel mito di una nascita superiore. Balzac è stato ispirato dalla duchessa di Castries, con la quale aveva avuto un'avventura tempestosa e dalla quale era rimasto profondamente umiliato.

## Edizioni italiane
- cur. Maria Grazia Porcelli, Marsilio, Venezia 1996 ISBN 978-88-317-5957-1

## Filmografia
- 1910: La Duchesse de Langeais, film francese diretto da André Calmettes
- 1922: La duchessa di Langeais (The Eternal Flame), film diretto da Frank Lloyd
- 2007: La duchessa di Langeais, titolo originale francese Ne touchez pas la hache film diretto da Jacques Rivette.